# Anastrophyllum tubulosum
Anastrophyllum tubulosum är en bladmossart som först beskrevs av Christian Gottfried Daniel Nees von Esenbeck, och fick sitt nu gällande namn av Riclef Grolle. Anastrophyllum tubulosum ingår i släktet trappmossor, och familjen Anastrophyllaceae. Inga underarter finns listade i Catalogue of Life.